# Alexander Georgijewitsch Malyschkin

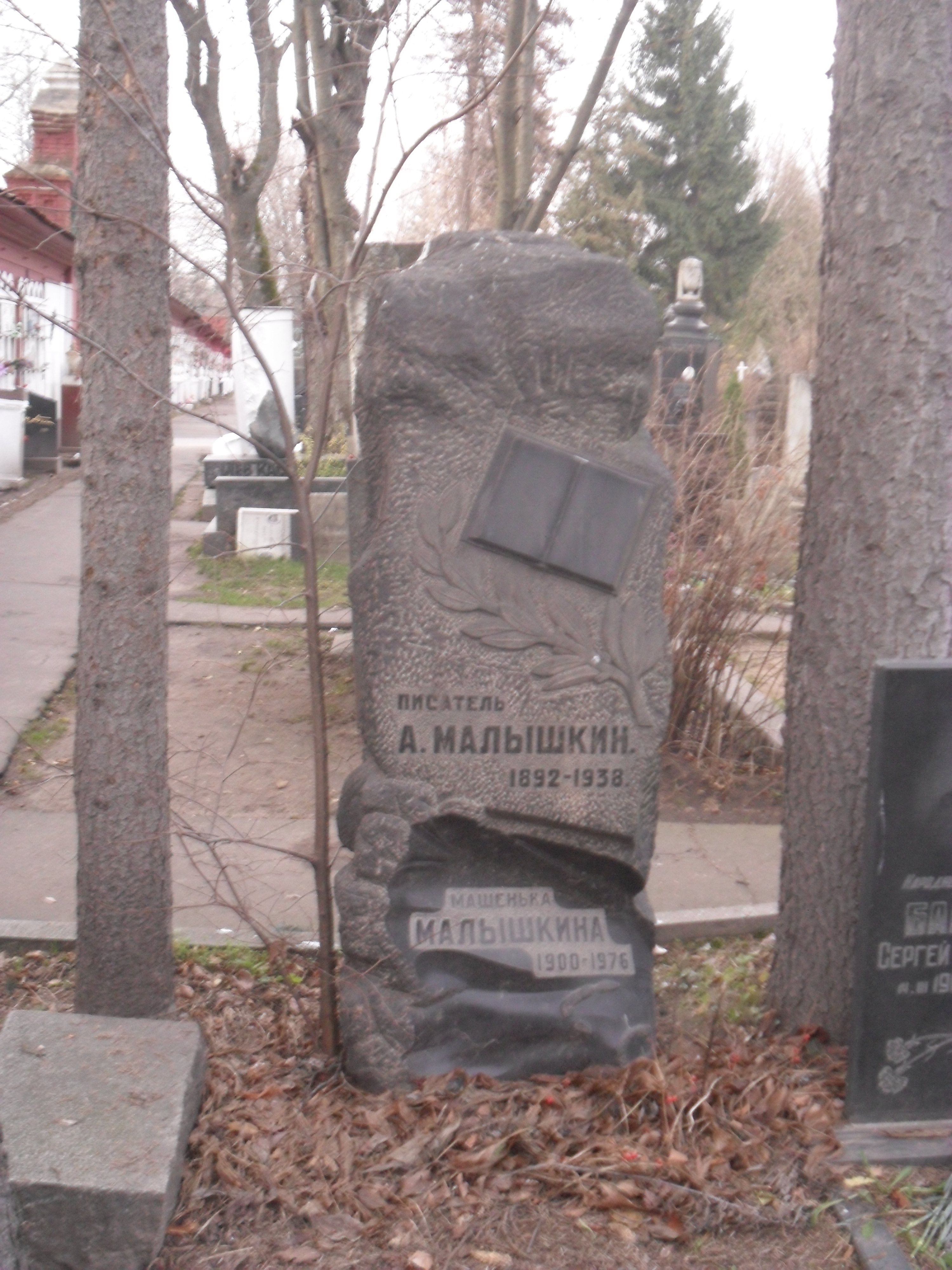
Grab von Alexander Malyschkin auf dem Nowodewitschi-Friedhof

Alexander Georgijewitsch Malyschkin (russisch Александр Георгиевич Малышкин; * 9. Märzjul. / 21. März 1892greg. in Bogorodskoje, Ujesd Mokschan, Gouvernement Pensa; † 3. August 1938 in Moskau) war ein russischer Schriftsteller.

## Leben
Malyschkin  war der Sohn von Bauern. Seit 1913 veröffentlichte er Gedichte, die sich hauptsächlich mit dem Leben in der Provinz beschäftigten. Er studierte in Petrograd und diente ab 1916 als Unterleutnant bei der Schwarzmeerflotte. Er war Teilnehmer an den politisch-revolutionären Ereignissen von 1917 und war dann Kommandeur einer Matroseneinheit. Die 1930er Jahre verwendete er auf das Schreiben seines unvollendeten Romans Der dreizehnte Winter (Ljudi is sacholustja), dessen Leitmotiv die Bewusstseinswandlung breiter Bevölkerungsschichten im Zuge der Kollektivierung und Industrialisierung Russlands ist.

## Werke
- Der Fall von Dair (1923)
- Eine Nacht bei Kriwoi Rog (1926)
- Sewastopol (1931)
- Der dreizehnte Winter (1938)